# Théodore Renkewitz
Frédéric Théodore Renkewitz (* 4. Juli 1833 in Jamaika; † 4. November 1910 in Châtelard-sur-Montreux) war ein britischer Landschafts- und Architekturmaler in Montreux/Schweiz.

## Leben
Frédéric Théodore Renkewitz wurde am 4. Juli 1833 in Jamaika als britischer Staatsbürger preußischer Abstammung geboren. Er lebte in Großbritannien, Irland und ließ sich 1862 in Montreux wie viele andere Briten in dem milden Klima dieser Region nieder. Er lebte im Château du Grand-Clos bei Rennaz und eröffnete dort eine Jugendinternat in der Villa Haute-Rive in Montreux um 1870. Diese Villa lag inmitten von Weinreben in der Rue de la Paix, welche sich im Westen des Hôtel Europe befand. In dieser Villa wohnten vor allem junge Briten, die das Fußballspielen in diese Region gebracht haben, deswegen heißt auch einer der ersten Fußballclubs dieser Region „Montreux-Narcisses“. Er hatte zwei Kinder, die auch in Montreux lebten. Der Nachname der Kinder wurde ins Französische umgewandelt in „Renque“. Er war ein exakter Maler, der viele Aquarelle und Bleistiftskizzen der Region um Montreux in fotografischer Qualität hinterlassen hat.